# Életmentés (Vízipók-csodapók)
Az Életmentés a Vízipók-csodapók című rajzfilmsorozat második évadának ötödik epizódja. A forgatókönyvet Kertész György írta.

## Cselekmény
A csigagyerekek a parton játszanak a rekkenő hőségben, és a legkisebb elalszik a tűző napon. Szerencsére Keresztespók észreveszi, és Vízipókkal még idejében cselekszik.

## Alkotók
- Rendezte és tervezte: Szabó Szabolcs
- Írta: Kertész György
- Dramaturg: Bálint Ágnes
- Zenéjét szerezte: Pethő Zsolt
- Operatőr: Polyák Sándor
- Segédoperatőr: Pethes Zsolt
- Hangmérnök: Bársony Péter
- Hangasszisztens: Zsebényi Béla
- Effekt: Boros József
- Vágó: Czipauer János
- Háttér: Molnár Péter
- Rajzolták: Bátai Éva, Madarász Zoltán
- Kihúzók és kifestők: Szabó Lászlóné, Varga Béláné
- Színes technika: György Erzsébet
- Gyártásvezető: Vécsy Veronika
- Produkciós vezető: Mikulás Ferenc

Készítette a Magyar Televízió megbízásából a Pannónia Filmstúdió és a Kecskeméti Filmstúdió

## Szereplők
- Vízipók: Pathó István
- Keresztespók: Harkányi Endre
- Rózsaszín csiga: Géczy Dorottya
- Füles csiga: Móricz Ildikó
- Lila vízicsiga: Némedi Mari
- Vízicsiga gyerekek: Besztercei Zsuzsa, Paraszkai Erika